# Mogens Glistrup
Mogens Glistrup (Rønne, 28 de maio de 1926 – Kongens Lyngby, 2008) foi um advogado, político, parlamentar e militante libertário dinamarquês.

## Vida e carreira
Mogens Glistrup era filho do professor Lars Glistrup e sua esposa Ester. Em 1950, casou-se com Lene Svendsen, com quem teve quatro filhos.
Na universidade, estudou direito e, em 1955, passou a exercer a profissão de advogado. De 1956 a 1963, foi docente de direito tributário na Universidade de Copenhague e, após deixar a faculdade, passou a se dedicar integralmente à advocacia, tornando-se dono de um dos maiores escritórios da Dinamarca.

## Militância política
Glistrup criou polêmica na sociedade dinamarquesa pela primeira vez no dia 30 de janeiro de 1971, quando, ao ser chamado a participar de um programa de televisão, a princípio para tirar dúvidas do público sobre o imposto de renda, surpreendeu a todos ao declarar em rede nacional que pagar tributos era imoral. Afirmou que os sonegadores eram heróis e que sua conduta era tão patriótica quanto a dos cidadãos que sabotavam as ferrovias do país durante a ocupação nazista, na Segunda Guerra Mundial. Em seguida, exibiu sua própria declaração do imposto de renda, com uma alíquota de zero, e gabou-se de já há vários anos não pagar impostos.
Sua aparição na televisão causou ultraje no Ministério da Fazenda dinamarquês, o que levou, de pronto, o governo a iniciar uma série de investigações acerca de suas atividades financeiras – sem conseguir, contudo, obter sucesso em incriminá-lo. O episódio serviu apenas para tornar Glistrup conhecido e popular junto à opinião pública e, como resultado, vários partidos tentaram imediatamente recrutá-lo para uma candidatura de deputado ao Parlamento.
Em 22 de agosto de 1972, em uma mesa de restaurante, Glistrup fundou o Partido do Progresso, que passou a ter como principal meta a abolição da chamada “trindade profana”: o imposto de renda, o excesso de legislação e a burocracia estatal escorchante. Glistrup tinha, particularmente, uma poderosa aversão aos burocratas do funcionalismo público, chamados por ele, jocosamente, de “papas de birô” e “empurradores de papel”.
Uma de suas propostas mais radicais, no entanto, era a abolição das Forças Armadas, que Glistrup desejava substituir por uma secretária eletrônica multilíngue, programada para repetir apenas a gravação: “Nós nos rendemos!”. Isso, segundo ele, pouparia dinheiro e vidas humanas, já que a Dinamarca não era, de todo modo, capaz de se defender contra invasores.
Com tal plataforma, o Partido do Progresso conseguiu obter, nas eleições de 1973, 28 das 175 cadeiras do Parlamento, tornando-se a segunda maior bancada. Nas eleições seguintes, conseguiu se afirmar como uma força alternativa na política dinamarquesa. 
Na liderança do partido, Glistrup fez o máximo possível para evitar cooperar com o establishment político: até 1989, seu partido votou contra todas as propostas de orçamento apresentadas no Parlamento. Em razão de suas declarações polêmicas e maniqueístas, Glistrup foi evitado por todos os partidos tradicionais e virtualmente excluído dos trabalhos legislativos.

## Decadência
Em 1983, após as autoridades finalmente conseguirem reunir provas contra Glistrup, este é denunciado e preso por crime fiscal, tendo sido acusado em juízo de articular uma ampla rede de sonegação envolvendo várias empresas que transferiam dinheiro apenas entre si e conseguiam, desse modo, omitir do fisco as respectivas transações. É condenado a três anos de prisão, além de multa milionária.
Preso, Glistrup perde o mandato de deputado e a liderança do partido para Pia Kjaersgaard e, após cumprir a pena, acaba por cair no ostracismo político. Sem a influência de antes, é excluído das atividades do partido e permanecerá no mesmo apenas como membro de honra.

## Anti-islamismo
No começo dos anos 80, restringir a imigração na Dinamarca tornou-se uma das principais reivindicações de Glistrup. Seu mote era: “Enquanto existirem impostos altos e muçulmanos, teremos algo por que lutar!”. 
Foi condenado várias vezes na justiça por fazer comentários preconceituosos sobre muçulmanos: a primeira vez, em 1985, quando disse que todos os muçulmanos eram criados desde o berço para fazer a “guerra santa” contra os infiéis; em 1999, ao ser confrontado em uma entrevista com alegações de racismo, por ter respondido: “Mas é claro que eu sou racista – assim como todos os dinamarqueses de bem. Ou você é racista ou está traindo o seu país”; em 2005, passou 20 dias na prisão por ter dito que “os seguidores de Maomé vieram para a Dinamarca expulsar os dinamarqueses de sua pátria”.

## Trechos da entrevista de 1971
Orson Nielsen (Entrevistador): Então toda pessoa física pode, se quiser, se transformar em uma empresa?
Mogens Glistrup: Sim.
Nielsen: Por quê?
Glistrup: Porque, hoje em dia, até mesmo a linha de produção mais prática se dá em um único lugar. Ao invés de cada um de nós fazer nossas próprias calças, ou nossas próprias mesas, ou qualquer outra coisa que nos interesse, a produção de cada bem de consumo é agora, para o bem da sociedade moderna, concentrada em um único lugar: a empresa.
Nielsen: Quanto você ganha cada vez que monta uma pessoa jurídica e a vende para terceiros?
Glistrup: Bem, depende do preço que eu conseguir. Eu tento me condicionar a cobrar o preço que acho que o mercado suportará. Se sinto que a demanda está forte, então cobro mais do que quando acho que estou operando apenas com um preço de entrada.
Nielsen: Você disse que é como possuir uma "maquininha de imprimir dinheiro". É verdade?
Glistrup: Pode-se dizer que sim. Eu posso, digamos, cedinho de madrugada, estar com um cheque de 11.208 ou 11.529 coroas e, no fim da tarde, enviar de volta um cheque de 9.900. É uma maneira linda de se fazer jorrar dinheiro. Mas, como toda forma de comércio, depende do mútuo benefício do vendedor e do comprador.
Nielsen: Todos podem, então, decidir quanto vão pagar de impostos?
Glistrup: Sim, podem. Se quiserem agendar uma consulta após o programa...
Nielsen: Você está dizendo então que, se alguém acha que está pagando impostos demais, basta procurá-lo e você cuidará do problema?
Glistrup: Sim, basta procurar um tributarista. Quando você tem dor de dente, você vai ao dentista. Quando você tem dor de bolso, você vai ao tributarista.
Nielsen: Esse não é um modo imoral de ver as coisas? Nós não deveríamos ser a enfermeira dos nossos concidadãos e pagar nossos impostos com alegria?
Glistrup: Na minha opinião, não. Mas você pode, é claro, ter uma opinião diferente... Algumas pessoas são budistas. Outras são cristãs. Mas, na minha opinião, imoral é pagar impostos.
Nielsen: Você disse que cada centavo pago em tributos ao Estado é um centavo pago para a ruína do país. Você realmente acredita nisso?
Glistrup: Sim.
Nielsen: Quanto você contribui para a ruína do país?
Glistrup: Eu tento pagar os tributos que me parecem desejáveis. Não estou com os dados aqui em mãos, mas definitivamente tenho motivos para elogiar as pessoas que pagam menos impostos e condenar aquelas que pagam mais. Pode-se dizer que ser um sonegador é uma atividade perigosa, pois o risco de tomar um cassetete na cabeça é enorme. Mas, atualmente, a sonegação é algo análogo à sabotagem de ferrovias durante a ocupação: é um trabalho perigoso, mas um serviço útil prestado à Pátria. 